# أسباب ثورة مايو
ثورة مايو هي سلسلة من الأحداث السياسية والاجتماعية الثورية التي جرت خلال مطلع القرن التاسع عشر في مدينة بوينس آيرس عاصمة ملكية ريو دي لا بلاتا البديلة، مستعمرة تابعة للنظام الملكي الإسباني الذي ضم آنذاك دول الأرجنتين وأوروغواي وباراغواي وبوليفيا. أسفرت الثورة عن الإطاحة برئيس النيابة الملكية، نائب الملك سيسنروس، من منصبه، واستيلاء المجلس العسكري في بريميرا على دور الحكومة. هناك العديد من الأسباب، المحلية والدولية، التي شجعت مثل هذه التطورات.

## الأسباب الدولية

### إعلان استقلال الولايات المتحدة
استقلت الولايات المتحدة عن مملكة بريطانيا العظمى في عام 1776، وهو ما قدم مثالًا ملموسًا دفع شعب الكريولو إلى الإيقان بأن الثورة ضد إسبانيا والاستقلال عنها قد تكون غايات واقعية. في الفترة الواقعة بين عامي1775 و1783، شنّت المستعمرات الثلاثة عشر الثورة الأمريكية، ورفضت حكم البرلمان البريطاني أولًا، ثم الملكية البريطانية ذاتها، وشنت حرب الاستقلال الأمريكية ضد حكامها السابقين. لم تكن التغيرات سياسية فحسب، بل كانت فكرية واجتماعية أيضًا، إذ جمعت بين الحكومة القوية والحريات الشخصية. نص إعلان الاستقلال على أن جميع الأفراد خُلِقوا متساويين (وبالتالي فهم متساوون أمام القانون)، وأنهم يمتلكون حقوقًا قانونية متمثلة بالحياة والحرية والسعي لتحقيق السعادة. اختاروا الجمهورية شكلًا من أشكال الحكم، عوضًا عن الاحتفاظ بحكومة ملكية. بل أن حقيقة مساعدة إسبانيا المستعمرات في نضالها ضد بريطانيا كانت سببًا في إضعاف الحجة القائلة بأن إنهاء الولاء للدولة الأم قد يُعتبر جريمة.

### الثورة الفرنسية
انتشرت أيضًا مبادئ الثورة الفرنسية في عام 1789. أثناء الثورة، انتهت قرون من الملكية بالإطاحة بالملك لويس السادس عشر والملكة ماري أنطوانيت وإعدامهما، وإلغاء امتيازات النبلاء. حظي إعلان حقوق الإنسان والمواطن بشعبية واسعة بين شباب شعب الكريولو. عززت الثورة الفرنسية من الأفكار الليبرالية في المجالين السياسي والاقتصادي. من أبرز المؤلفين الليبراليين السياسيين، الذين عارضوا الممالك والملكية المطلقة، فولتير، وجان جاك روسو، ومونتيسكيو، ودنیس دیدرو، ولورن دالمبير، بينما كان آدم سميث أكثر الليبراليين الاقتصاديين شهرة. وصلت الأفكار الليبرالية إلى الكنيسة، وبدأ التساؤل حول مفهوم حق الملوك الإلهي. زعم فرنسيسكو سواريز أن السلطة السياسية لم تُمرر مباشرة من الإله إلى الحاكم، بل إلى السكان وإلى الحاكم من خلالهم. وفقًا لرأي سواريز فإن مثل هذه السلطة تنتمي إلى الشعب وتُفوَّض إلى الحاكم، ولكن في حال لم يخدم مثل هؤلاء الحكام الصالح العام كما ينبغي، فإنهم يصبحون طغاة، وسيكون للشعب الحق في محاربتهم واختيار حكام جدد. أدى عدم الإجماع حول تشريع حق الملوك الإلهي إلى إفساح المجال للأنظمة الملكية التي تحل محلها جمهوريات في فرنسا والولايات المتحدة، بل أيضًا للأنظمة الملكية الدستورية، كما هو الحال في بريطانيا العظمى.
بيد أن انتشار هذه الفكرة كان محظورًا في الأراضي الإسبانية أساسًا، فضلًا عن حظر الاتجار بالكتب ذات الصلة أو حيازتها دون إذن. بدأت مثل هذه الحواجز عندما أعلنت إسبانيا الحرب على فرنسا بعد إعدام لويس السادس عشر لكنها بقيت قائمة إلى ما بعد معاهدة السلام لعام 1796. مع ذلك، انتشرت أحداث عام 1789 وبيانات الثورة الفرنسية بشأن إسبانيا على الرغم من الجهود الرامية إلى إبعادهم عن الساحة. مع هذا، أعلن المؤتمر الوطني الفرنسي عن تقديم فرنسا للمأوى والمساعدات إلى جميع السكان المتطلعين إلى الحرية، ووضعت أيضًا العديد من الخطط التي من شأنها تعطيل سيطرة إسبانيا على مستعمراتها في الخارج. كان العديد من شعب الكريولو المستنير على اتصال مع هؤلاء المؤلفين وأعمالهم أثناء الدراسات الجامعية. مثل مانويل بيلجرانو في إسبانيا أو ماريانو مورينو أو خوان خوسيه كاستيلي أو برناردو مونتيغوادو في الجامعة الأمريكية في شوكيساكا. وجدت كتب من الولايات المتحدة طريقها إلى المستعمرات الإسبانية عبر كاراكاس، نظرًا لقرب فنزويلا من الولايات المتحدة وجزر الهند الغربية.